# Kasserota vitrea
Kasserota vitrea är en insektsart som beskrevs av Melichar 1913. Kasserota vitrea ingår i släktet Kasserota och familjen Lophopidae. Inga underarter finns listade i Catalogue of Life.